# Aina the End
Aina the End (アイナ・ジ・エンド, Aina Ji Endo), stylisé AiNA THE END, née le 27 décembre 1994, est une chanteuse japonaise. Connue pour sa voix caractéristique, un peu rauque, elle est membre fondatrice du groupe d'idoles BiSH. En 2021, elle sort ses deux premiers albums en solo.

## Biographie
Avant de fonder le groupe BiSH, Aina the End s'installe à Tokyo et travaille comme chanteuse dans un club de Shibuya, puis comme danseuse dans le groupe Parallel, qui accompagne le chanteur Yucat,. Après la séparation du groupe, son manager, Junnosuke Watanabe, commence à réaliser une série d'auditions dans le but de former un nouveau groupe appelé BiSH, qui voit le jour en janvier 2015. En mars 2015, Aina the End est annoncée parmi les cinq membres sélectionnés,. Dans le groupe, elle se distingue par sa voix rauque et ses chorégraphies,.
En dehors de Bish, Aina the End apparaît comme chanteuse pour des artistes tels que TeddyLoid, Mondo Grosso, Marty Friedman, My First Story, et Dish//. Elle interprète aussi, en 2020, la chanson à la fin du show télévisé Shinitai Yoru ni Kagitte. Il s'agit de la première chanson qu'elle compose entièrement.
Aina the End sort son premier album en solo, The End, le 3 février 2021. Son premier EP, Naisho (内緒), sort le 2 mars 2021. Elle lance son deuxième album, The Zombie, le 24 novembre 2021.
En août 2022, elle interprète le rôle de Janis Joplin dans la comédie musicale Janis.
Elle joue pour la première fois en Europe les 6 et 7 décembre 2025 à Barcelone.

## Discographie

### Albums en studio
- 2021 : The End
- 2021 : The Zombie

### EP
- 2021 : Naisho (内緒?)

### Singles

#### Artiste principale
- 2018 : Kienaide (きえないで?)
- 2020 : Shinitai Yoru ni Kagitte (死にたい夜にかぎって?) (album : The End)

#### Artiste invitée
- 2017 : To The End (Silent Planet 2 Vol. 4, TeddyLoid feat. Aina the End)
- 2017 : Break the Doors (Silent Planet: Reloaded, TeddyLoid feat. Aina the End)
- 2018 : Wasted Tears (B The Beginning: The Image Album, Marty Friedman feat. Aina the End et Cent Chihiro Chittiii)
- 2018 : False Sympathy (偽りのシンパシー?) (Attune / Detune, Mondo Grosso feat. Aina the End)
- 2019 : Sing-a-Long (Junkfood Junction, Dish// feat. Aina the End)
- 2019 : Hikari no Hate (光の涯?) (Love & Tranquility, Sugizo feat. Aina the End)
- 2019 : Fubenna Kawaiige (不便な可愛げ?) (Genie High Story, Genie High feat. Aina the End)
- 2024 : Margherita + Aina the End (マルゲリータ + アイナ・ジ・エンド?) (LOST CORNER, Kenshi Yonezu feat. Aina the End)

### Bandes originales de films
- 2017 : Partir là-bas (パート・オブ・ユア・ワールド?) (album : Thank You Disney)